# Marburger Kreisbahn V 66
Die Marburger Kreisbahn V 66 ist eine vierachsige Diesellokomotive mit Stangenantrieb, die für den schweren Rangier- und mittleren Streckendienst konzipiert wurde. Sie wurde als Einzelstück der Typenreihe Henschel DH 650 1957 von Henschel in Kassel gebaut.
Die Lokomotive gelangte Anfang der 1990er Jahre nach Italien und war 2016 dort in Marghera vorhanden.

## Entwicklung
Die Lokomotive ist ein Zwischenstück zwischen den Lokomotiven von Henschel der zweiten und der dritten Generation, bei der die Achsfolge zur Typbezeichnung mit herangezogen wurde. Äußeres Unterscheidungsmerkmal waren die glatten Vorbauten der Lokomotiven der zweiten Generation, während die der dritten Generation zur Verbesserung der Sichtverhältnisse abgeschrägte Vorbauten erhielten.
1955/1956 holte die Marburger Kreisbahn Angebote von Henschel über mittelschwere Diesellokomotiven ein. Sie entschied sich für die vierachsige 630 PS-Lok mit Spurkranzschmierung und nahm dafür eine Lieferzeit von 15 Monaten in Kauf. Am 7. Oktober 1957 wurde die Lokomotive in Dienst gestellt. Der Motor hatte Leistung von 650 PS.

## Technik
Die Lokomotive mit Mittelführerstand besitzt zwei etwa gleich große Vorbauten für Maschinenanlage und Hilfsbetriebe. Sie hat gerade Vorbauten, diagonal gegenüberliegende Führertische und Führerstandsfenster neben dem Vorbau.
Der Dieselmotor, ein wassergekühlter Zwölfzylinder-Viertakt-Dieselmotor von Maybach-Motorenbau, befindet sich im Motorvorbau mit der vor dem Führerstand liegenden Abgashutze und den seitlichen Kühlergrillen. Das Strömungsgetriebe von Voith liegt unter dem Führerstand, die Hilfsbetriebe, wie etwa die Batterieanlage ist im anderen Vorbau untergebracht. Die Kraftübertragung geschieht durch Stangenantrieb, wobei die Blindwelle direkt unter dem Führerstand liegt. Zur Verbesserung der Kurvenläufigkeit sind die Achsen der Lok mit Beugniot-Hebel verbunden, dies ermöglicht der Lokomotive eine ähnliche  Kurvenläufigkeit wie bei einer Drehgestelllokomotive.
Die Lokomotive besitzt eine mehrlösige Bremse Bauart Knorr, eine pneumatische Besandungsanlage und eine Spurkranzschmierung. Die Vorbauten waren blau, der Rahmen war schwarz, die Pufferbohle rot und das Laufwerk ebenfalls rot lackiert. Im Betriebsdienst wurde die Lokomotive deshalb als die Blaue bezeichnet.

## Einsatz
Im Einsatz stand die Lokomotive bei der Marburger Kreisbahn von 1957 bis 1970. Ihr Haupteinsatzgebiet war der Güterverkehr über die Wasserscheide zwischen Bortshausen und Ebsdorf. Ab 1968 wurde die Strecke von der Deutschen Eisenbahn-Gesellschaft übernommen, sie erhielt die Bezeichnung DEG V 66.
Die Lokomotive wurde bei Betriebseinstellung an einen Lokhändler in München verkauft, danach kam sie zu einem nicht feststellbaren Zeitpunkt nach Italien. Sie war bis 1992 im Raum Rom unterwegs. Dann wurde sie 1992 für den weiteren Einsatz in Marghera verkauft, wo die Lokomotive 2016 noch vorhanden war. Sie trägt dort die Nummer 10.